# Ablade Glover
Ablade Glover (Accra, 1934) è un artista ghanese.

## Biografia
Ablade Glover si è formato tra il Ghana, la Gran Bretagna e gli Stati Uniti.
Nel 1957 frequenta la University of Science and Technology a Kumasi in Ghana. Nel 1959 si trasferisce a Londra per frequentare i corsi della Central School of Art and Design per proseguire alla University of Newcastle nella città omonima nel Regno Unito.
Terminata la formazione in Europa decide di trasferirsi a Kent nel 1971, nell'Ohio, dove frequenta la Kent State University mentre l'anno successivo si iscrive alla Ohio State University a Columbus.
Dal 1994 è Professore Associato e Capo del Dipartimento di Educazione Artistica alla University of Science and Technology a Kumasi in Ghana.
Nel 1998 è stato insignito del premio Flagstar' (primo premio per le Arti in Ghana) dall'Associazione Ghanese per le riviste per la critica d'arte, l'ACRAG; ha anche ottenuto un premio dall'African-American Institute a New York.
Ablade Glover ha anche fondato l'Artists Alliance Gallery ad Accra (le cui radici risalgono ad una precedente galleria creata negli anni Sessanta e che nella sua versione moderna fu inaugurata da Kofi Annan nel 2008), sia per mostrare il proprio lavoro che per creare un ambiente di sostegno per gli artisti ghanesi (tra cui Owusu Ankomah e George Hughes) che operano sul territorio.

## Pratica artistica
Ablade Glover fa parte della prima generazione di artisti ghanesi post-indipendenza, e come molti dei suoi coetanei si è dovuto scontrare con il problema della eredità di un passato mitologico contrapposto all'impatto della modernizzazione.
Per Ablade l'arte è uno strumento adatto per esplorare la realtà del suo tempo. 
L'artista si concentra su soggetti urbani reali come mercati affollati, parcheggi per autocarri perfino baraccopoli, tutti soggetti estrapolati dal contesto di un influsso occidentale nella vita ghanese tradizionale.
Egli rappresenta i suoi temi attraverso l'uso di un linguaggio allo stesso tempo realista e astratto, quasi da voler sottolineare le contraddizioni della sua era.
I soggetti dei suoi dipinti sono caratterizzati da densi strati di vernice ad olio brillante, stesi con l'uso accurato e veloce della spatola, il tutto come se stesse costruendo un disegno simile ai pattern e texture dei vestiti tradizionali kente. 
Tecnicamente l'abilità di Glover appartiene al canone espressivo occidentale della pittura moderna, simile al lavoro del maestro Jack B. Yeats. Tuttavia l'opera di Glover dimostra un'ottima sintesi naturale di tecniche di pittura occidentali (olio su tela) con una sensibilità africana.
Ablade ritiene che l'artista sia un custode dei valori tradizionali per la società contemporanea in quanto egli incarna la cultura, le tradizioni e le credenze della realtà sociali-economici del proprio periodo.

## Esposizioni
Ablade Glover si può definire uno dei padri dell'arte contemporanea africana, difatti è uno degli otto artisti africani di maggior riconoscimento esposti nello Studio Museum ad Harlem.
Esposizioni singolo selezionate
- 1983 Commonwealth Institute, London UK (solo)
- 1986 National Gallery of Zimbabwe, Harare, Zimbabwe (solo)
- 1991 Biz Art Gallery, Geneva, Switzerland (solo)
- 2000 Gallerie Pluriel, Abidjan, Cote d'Ivoire (solo)
- 2009 Ablade Glover: selected works, October Gallery, London (solo)

Collettive Selezionate
- 1985 Studio Museum, Harlem, New York, USA
- 1989 World Bank Art Society, Washington DC, USA
- 2000 Transvangarde, October Gallery, London UK
- 2004 Transition, Samtidskunst Fra Ghana, Denmark
- 2007 50 Years Ghana, The World Bank, Washington
- 2008 Visions and Dreams, Tasneem Gallery, Barcelona, Spain